# Ministère de la Jeunesse et de l'Éducation civique
 (avril 2024).
La mise en forme du texte ne suit pas les recommandations de Wikipédia : il faut le « wikifier ».
Les points d'amélioration suivants sont les cas les plus fréquents. Le détail des points à revoir est peut-être précisé sur la page de discussion.
- Les titres sont pré-formatés par le logiciel. Ils ne sont ni en capitales, ni en gras.
- Le texte ne doit pas être écrit en capitales (les noms de famille non plus), ni en gras, ni en italique, ni en « petit »…
- Le gras n'est utilisé que pour surligner le titre de l'article dans l'introduction, une seule fois.
- L'italique est rarement utilisé : mots en langue étrangère, titres d'œuvres, noms de bateaux, etc.
- Les citations ne sont pas en italique mais en corps de texte normal. Elles sont entourées par des guillemets français : « et ».
- Les listes à puces sont à éviter, des paragraphes rédigés étant largement préférés. Les tableaux sont à réserver à la présentation de données structurées (résultats, etc.).
- Les appels de note de bas de page (petits chiffres en exposant, introduits par l'outil «  Source ») sont à placer entre la fin de phrase et le point final[comme ça].
- Les liens internes (vers d'autres articles de Wikipédia) sont à choisir avec parcimonie. Créez des liens vers des articles approfondissant le sujet. Les termes génériques sans rapport avec le sujet sont à éviter, ainsi que les répétitions de liens vers un même terme.
- Les liens externes sont à placer uniquement dans une section « Liens externes », à la fin de l'article. Ces liens sont à choisir avec parcimonie suivant les règles définies. Si un lien sert de source à l'article, son insertion dans le texte est à faire par les notes de bas de page.
- La présentation des références doit suivre les conventions bibliographiques. Il est recommandé d'utiliser les modèles {{Ouvrage}}, {{Chapitre}}, {{Article}}, {{Lien web}} et/ou {{Bibliographie}}. Le mode d'édition visuel peut mettre en forme automatiquement les références.
- Insérer une infobox (cadre d'informations à droite) n'est pas obligatoire pour parachever la mise en page.

Pour une aide détaillée, merci de consulter Aide:Wikification.
Si vous pensez que ces points ont été résolus, vous pouvez retirer ce bandeau et améliorer la mise en forme d'un autre article.
Le Ministère de la Jeunesse et de l'Éducation civique (en anglais : Ministry of Youth Affairs and Civic Education) est la composante de l’exécutif gouvernemental camerounais. Il est placé sous l’autorité d’un ministre. Il est responsable des décisions en matière d’élaboration, et de la mise en œuvre de la politique du gouvernement en matière de l’éducation civique et de l’insertion socio-économique des jeunes.

## Historique
Le Ministère de la Jeunesse et de l’Éducation Civique a connu plusieurs modifications. D’abord associé à l’éducation et à la culture par le décret 65/DF/350 du 5 août 1965 portant réorganisation du Ministère de l'éducation, de la jeunesse et de la culture, le Ministère de la Jeunesse est allié au sport par le décret n° 72/470 du 15 septembre 1972 portant réorganisation du Ministère de la Jeunesse et des Sports. Il devient Ministère de la Jeunesse le 7 décembre 2004. En 2011, l’éducation civique est adjoint à ce ministère par le décret n°2011/408 du 09 décembre 2011 portant organisation du gouvernement,. Ce texte est complété par le décret n°2012/565 du 28 novembre 2012 portant organisation du Ministère de la Jeunesse et de l'Éducation civique.

## Organisation
Le Ministère de la Jeunesse et de l’Éducation civique est placé sous l’autorité du ministre Mounouna Foutsou nommé par le décret n°2015434 du 2 octobre 2015 portant réaménagement du gouvernement. Pour l’accomplissement de ses missions, le Ministre de la Jeunesse et de l’Éducation civique dispose d’un secrétariat particulier, de deux conseillers techniques, d’une inspection générale des services, d’une inspection générale des programmes et méthodes d’enseignement et de formation, d’une administration centrale et de services rattachés,. 

## Mission
Le Ministère est chargé,: 
- De l’élaboration et de la mise en œuvre des stratégies appropriées pour faciliter la contribution de la jeunesse au développement du pays et à la promotion des valeurs de paix, de travail, de démocratie et de solidarité
- De l’éducation citoyenne et morale de la jeunesse ;
- De la prise en compte des préoccupations des jeunes dans les stratégies de développement dans les différents secteurs ;
- De l’insertion sociale des jeunes ruraux et urbains ;
- De la promotion de l’intégration nationale ;
- De la promotion économique et sociale des jeunes et de leurs associations ;
- Du suivi des activités des mouvements de jeunesse

## Liste des ministres[6]
| Période d'activité  | Ministre                     | Images |
| ------------------- | ---------------------------- | ------ |
| Depuis 2015         | Mounouna Foutsou             |        |
| 2011-2015           | Pierre Ismaël Bidoung Kpwatt |        |
| 2004-2011           | Adoum Garoua                 |        |
| 2000-2004           | Pierre Ismaël Bidoung Kpwatt |        |
| 1997-2000           | Joseph Owona                 |        |
| 1996-1997           | Samuel Makon                 |        |
| 1994-1996           | Joseph-Marie Bipoun-Woum     |        |
| 1992-1994           | Marcel Marigoh Mboua         |        |
| Avril-Novembre 1992 | Théodore Lando               |        |
| 1990-1992           | Ibrahim Mbombo Njoya         |        |
| 1986-1990           | Joseph Fofé                  |        |
| 1983-1986           | Ibrahim Mbombo Njoya         |        |
| Avril-Août 1983     | André Ngongang Ouandji       |        |
| 1972-1979           | Félix Tonye Mbog             |        |
| 1970-1971           | Michel Njiensi               |        |
| 1968-1970           | Zachée Mongo So'o            |        |
| 1960-1968           | William Eteki Mboumoua       |        |